# Ólguino (Saràtov)
|  | Per a altres significats, vegeu «Ólguino». |

Ólguino (en rus: Ольгино) és un poble de l'óblast de Saràtov, a Rússia, segons el cens del 2010 tenia 3 habitants. Pertany al districte municipal d'Arkadak.